# Championnat d'Angleterre de rugby à XV de 2e division 2022-2023
Navigation
RFU Championship
 2021-2022 RFU Championship 2023-2024
Le championnat d'Angleterre de rugby à XV de 2e division 2022-2023, qui porte le nom RFU Championship, oppose les douze équipes anglaises et jersiaise de rugby à XV.
Le championnat débute le 9 septembre 2022 et s'achève le 29 avril 2023. Une unique phase de classement voit s'affronter toutes les équipes en matchs aller et retour.
Les Jersey Reds remportent le championnat pour la première fois de leur histoire. Cependant, ils ne peuvent pas prétendre à une montée dans l'étage supérieur car ils ne satisfont pas aux critères d'éligibilité demandés par la Premiership pour évoluer dans ce championnat.

## Règlement
Douze équipes participent au championnat Championship. Sous réserve du respect des critères minimaux, l'équipe terminant en tête de la ligue sera promue en Premiership, ce qui signifie qu'il n'y aura pas de relégation en National League 1. Si les champions ne répondent pas aux critères, et donc pas promus, une équipe sera reléguée. Avec la relegation en administration des Wasps et des Worcester Warriors et une éventuelle relégation au championnat, le nombre d'équipes dans la compétition de la saison prochaine est incertain et pourrait être composé de 12, 13 ou 14 équipes.
Le 13 février 2023, la RFU a confirmé que seuls les Doncaster Knights étaient éligibles à une éventuelle promotion.

## Liste des équipes en compétition
| \| Ampthill Bedford Caldy Cornish Pirates Coventry Doncaster Hartpury Jersey Nottingham Ealing Trailfinders Richmond London Scottish \| Localisation des clubs engagés en championnat. |
| Ampthill Bedford Caldy Cornish Pirates Coventry Doncaster Hartpury Jersey Nottingham Ealing Trailfinders Richmond London Scottish                                                      |

La compétition oppose pour la saison 2022-2023 les treize meilleures équipes anglaises de rugby à XV :
| Club                   | Classement 2021-2022 | Entraîneur en chef           | Stade                                       | Capacité      |
| ---------------------- | -------------------- | ---------------------------- | ------------------------------------------- | ------------- |
| Ealing Trailfinders RC | 1er                  | Ben Ward (en)                | Trailfinders Sports Ground, Londres         | 5 000 (2 115) |
| Doncaster Knights      | 2e                   | Steve Boden                  | Castle Park, Doncaster                      | 5 183 (1 926) |
| Cornish Pirates        | 3e                   | Gavin Cattle (en) Alan Paver | Mennaye Field, Penzance                     | 4 000 (2 200) |
| Jersey Reds            | 4e                   |                              | Stade Santander International, Saint-Pierre | 4 000         |
| Bedford Blues          | 5e                   |                              | Goldington Road, Bedford                    | 5 000 (1 700) |
| Ampthill               | 6e                   |                              | Dillingham Park, Ampthill                   | 3 000         |
| Hartpury University    | 7e                   |                              | ALPAS Arena, Hartpury                       | 2 000         |
| Coventry RFC           | 8e                   |                              | Butts Park Arena, Coventry                  | 4 000 (3 000) |
| Richmond FC            | 9e                   |                              | Athletic Ground, Londres                    | 4 500 (1 000) |
| Nottingham RFC         | 10e                  |                              | Lady Bay Sports Ground, Nottingham          | 3 500         |
| London Scottish FC     | 11e                  |                              | Athletic Ground, Londres                    | 4 500 (1 000) |
| Caldy RFC              | 1er (NL1)            |                              | Paton Field Thurstaston, Wirral             | 4 000         |

Légende des couleurs
- Tenant du titre
- Promu de NL1

## Classement
|    | Club                | J  | V  | N | P  | Pm  | Pe  | Diff | Bo | Bd | Pts |
| 1  | Jersey Reds         | 22 | 20 | 1 | 1  | 804 | 391 | 413  | 18 | 0  | 100 |
| 2  | Ealing Trailfinders | 22 | 19 | 0 | 3  | 915 | 359 | 556  | 19 | 3  | 98  |
| 3  | Coventry            | 22 | 17 | 1 | 4  | 733 | 523 | 210  | 18 | 1  | 88  |
| 4  | Bedford Blues       | 22 | 12 | 0 | 10 | 697 | 619 | 78   | 16 | 3  | 67  |
| 5  | Cornish Pirates     | 22 | 13 | 0 | 9  | 510 | 516 | −6   | 7  | 2  | 61  |
| 6  | Doncaster Knights   | 22 | 10 | 0 | 12 | 565 | 583 | 18   | 9  | 3  | 52  |
| 7  | Hartpury University | 22 | 10 | 0 | 12 | 504 | 571 | −67  | 7  | 3  | 50  |
| 8  | Ampthill            | 22 | 8  | 1 | 13 | 512 | 626 | −114 | 10 | 3  | 47  |
| 9  | Nottingham          | 22 | 7  | 0 | 15 | 548 | 655 | −107 | 12 | 3  | 43  |
| 10 | Caldy               | 22 | 7  | 0 | 15 | 452 | 721 | −269 | 8  | 3  | 39  |
| 11 | London Scottish     | 22 | 4  | 0 | 18 | 419 | 706 | −287 | 5  | 5  | 26  |
| 12 | Richmond            | 22 | 3  | 1 | 18 | 413 | 762 | −389 | 5  | 4  | 21  |

## Statistiques
Les statistiques incluent la phase finale.

### Meilleurs réalisateurs
| Rang | Joueur             | Club                | Points |
| ---- | ------------------ | ------------------- | ------ |
| 1    | William Maisey     | Bedford Blues       | 178    |
| 2    | Craig Willis (en)  | Ealing Trailfinders | 146    |
| 3    | Russell Bennett    | Jersey Reds         | 143    |
| 4    | Patrick Pellegrini | Coventry            | 122    |
| 5    | Alex Dolly         | Doncaster Knights   | 110    |

### Meilleurs marqueurs
| Rang | Joueur              | Club                | Essais |
| ---- | ------------------- | ------------------- | ------ |
| 1    | Seán French (en)    | Bedford Blues       | 15     |
| 1    | Carlo Tizzano       | Ealing Trailfinders | 15     |
| 3    | Will Brown          | Jersey Reds         | 14     |
| 4    | Eoghan Clarke       | Jersey Reds         | 13     |
| 5    | Dean Adamson        | Bedford Blues       | 12     |
| 5    | Tomi Lewis (en)     | Jersey Reds         | 12     |
| 5    | David Williams (en) | Nottingham          | 12     |
| 8    | Jonah Holmes (en)   | Ealing Trailfinders | 11     |
| 8    | Ben Woollett        | Jersey Reds         | 11     |